# Erebus deochrata
Erebus deochrata är en fjärilsart som beskrevs av Embrik Strand 1914. Erebus deochrata ingår i släktet Erebus och familjen nattflyn. Inga underarter finns listade i Catalogue of Life.